# Ryszard Szymanik

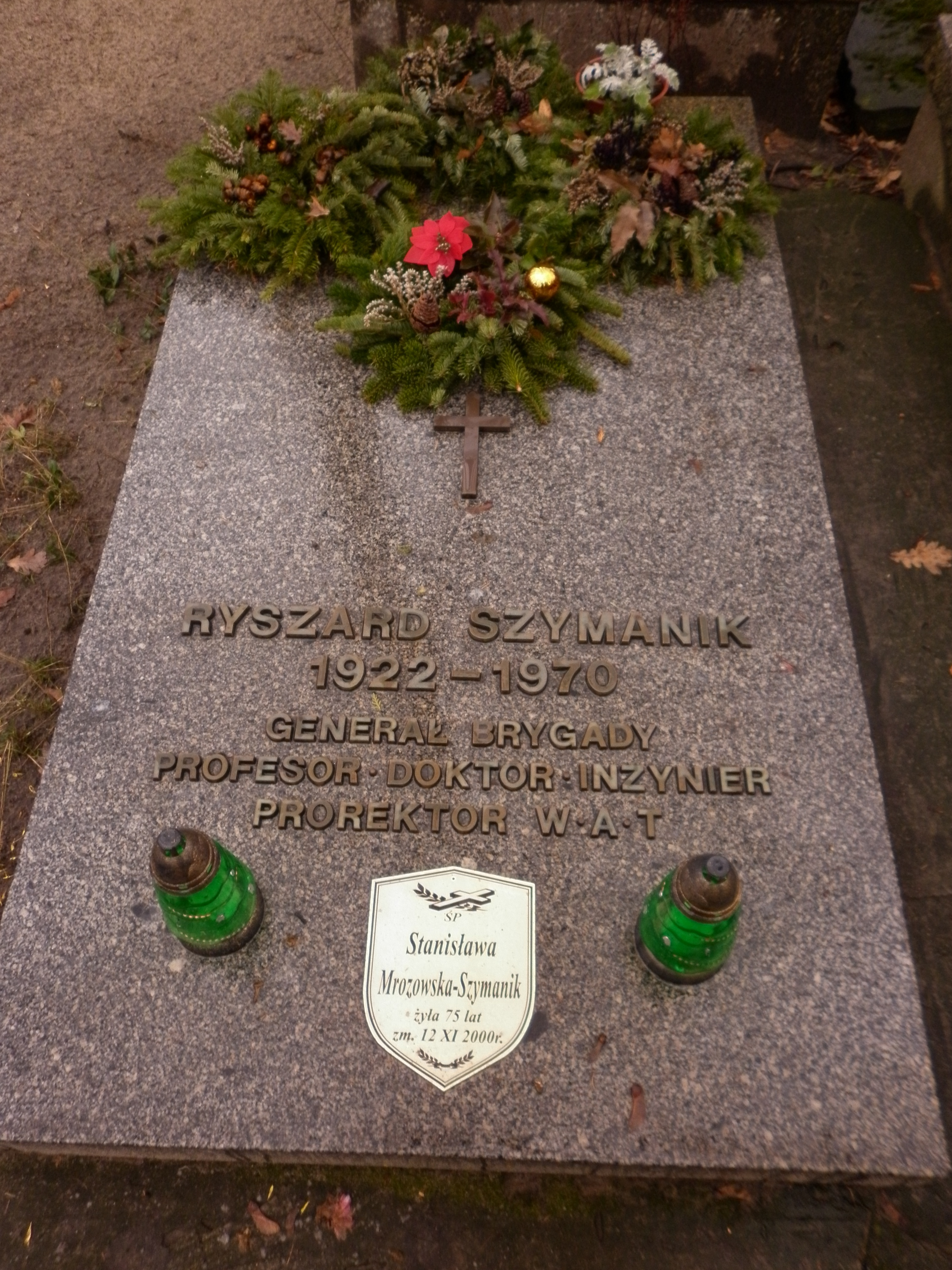
Grób Ryszarda Szymanika na Cmentarzu Wojskowym na Powązkach

Ryszard Szymanik (ur. 3 kwietnia 1922 w Warszawie, zm. 7 marca 1970 tamże) – generał brygady LWP.

## Życiorys
W 1939 skończył gimnazjum w Bąkowicach (Zakład Naukowo-Wychowawczy Ojców Jezuitów w Bąkowicach pod Chyrowem), a w 1941 zdał maturę na tajnych kompletach w Warszawie. Pracował w Zarządzie Miejskim w Warszawie, a 1942-1944 studiował konspiracyjnie na wydziale kolejowym szkoły mechaniczno-technicznej. Po powstaniu warszawskim osadzony w obozie w Stutthofie, potem w Fedau, skąd w styczniu 1945 zbiegł. W 1946 ukończył studia na Politechnice Łódzkiej i został inżynierem-mechanikiem, a w styczniu 1947 starszym asystentem w katedrze techniki cieplnej na tej politechnice. Pracował również w spółdzielni spożywców w Łodzi jako doradca techniczny, był ponadto głównym projektantem w biurze projektów zakładu przemysłu metalowego i elektrycznego w Łodzi. Od maja 1951 starszy wykładowca w Wojskowej Akademii Technicznej w Warszawie (fakultet wojsk lotniczych). Od 1952 doktor, a od 1954 docent nauk technicznych. Od sierpnia 1953 służył w WP w stopniu majora, nadal wykładając w WAT, od 1961 jako szef katedry. Od jesieni 1957 podpułkownik, a od jesieni 1962 pułkownik. 1959-1960 wykładał teorię turbin gazowych w Wyższej Szkole Marynarki Wojennej w Gdyni. Od lutego 1962 profesor nadzwyczajny nauk technicznych. W 1963 został szefem Katedry Termodynamiki Silników Rakietowych, Lotniczych i Termodynamiki, w 1965 komendantem Wydziału Mechanicznego WAT i zastępcą komendanta WAT ds. szkolenia. Jesienią 1968 mianowany generałem brygady; nominację wręczył mu w Belwederze przewodniczący Rady Państwa PRL marszałek Polski Marian Spychalski.
Zmarł w szpitalu klinicznym WAM w Warszawie i został pochowany na wojskowych Powązkach (kwatera A14-8-29); w pogrzebie wzięli udział m.in. wiceministrowie obrony narodowej: Główny Inspektor Obrony Terytorialnej gen. broni Grzegorz Korczyński i szef Sztabu Generalnego WP gen. dyw. Bolesław Chocha. W imieniu żołnierzy WP zmarłego pożegnał komendant WAT gen. bryg. prof. Sylwester Kaliski.

## Odznaczenia
- Krzyż Oficerski Orderu Odrodzenia Polski (1969)
- Krzyż Kawalerski Orderu Odrodzenia Polski (1965)
- Srebrny Medal „Za zasługi dla obronności kraju”
- Brązowy Medal „Siły Zbrojne w Służbie Ojczyzny”